# 道の駅はしかみ
道の駅はしかみ（みちのえき はしかみ）は、青森県三戸郡階上町道仏にある国道45号の道の駅である。愛称は階上ふるさとにぎわい広場。

## 施設
- 駐車場
  - 普通車：104台
  - 大型車：17台
  - 身障者用駐車場：2台
- トイレ （いずれも24時間利用可能）
  - 男：大 2器、小 6器
  - 女：6器
  - 身障者用：1器
- 公衆電話：1台
- 観光物産館（8:00 - 18:00）
- レストラン「アゼリー」（11:00 - 19:00、冬期 - 18:00）
- 農産物直売所
- 多目的広場
- 情報コーナー

## 休館日
- 12月31日 - 1月1日

## アクセス
- 国道45号 - 登録路線
- E45三陸沿岸道路 種差海岸階上岳IC」から国道45号を南東へ約2km
- E45三陸沿岸道路 階上IC」から国道45号を北西へ約4km

最寄り駅・バス停
- 『赤羽』バス停（南部バス）
  - 階上町庁舎方面
    - 102.階上中学校
    - 103.階上（循環：登山口・松館経由、5.八日町ゆき）
    - 105.階上駅

  - 八戸市内方面
    - 4.八戸営業所（二ツ家）（国道45号・中心街 朔日町経由）
    - 8.ラピア（工業大学前・妙・市民病院・本八戸駅経由）

## 周辺
- 三陸海岸
- フォレストピア階上
- 階上岳
- JR八戸線階上駅
- 階上町役場